# جمهورية نخجوان الاشتراكية السوفيتية ذاتية الحكم
جمهورية نخجوان الإشتراكية السوفيتية ذاتية الحكم (بالأذرية: Нахчыван Мухтар Совет Сосиалист Республикасы)؛ (بالروسية: Нахичеванская Автономная Советская Социалистическая Республика)‏، كانت جمهورية تتمتع بالحكم الذاتي داخل جمهورية أذربيجان الاشتراكية السوفيتية، وهي نفسها جمهورية داخل الاتحاد السوفيتي. تم تشكيلها في 16 مارس 1921 وأصبحت جزءًا من جمهورية أذربيجان الاشتراكية السوفيتية في 9 فبراير 1924.
في الأربعينيات من القرن الماضي، عندما تم استبدال الأبجدية الأذربيجانية اللاتينية بالحروف السيريلية، تم استبدال العلم السابق بعلم سوفيتي مع "Нахчыван МССР" باللون الذهبي وشريط أزرق غامق على طول أسفل العلم.

## تاريخ

### الحرب والثورة
في السنة الأخيرة من الحرب العالمية الأولى، كانت نخجوان مسرحًا لمزيد من إراقة الدماء بين الأرمن والأذربيجانيين، الذين طالب كلاهما بالمنطقة. بحلول عام 1914، انخفض عدد السكان الأرمن بشكل طفيف إلى 40٪ بينما زاد عدد السكان الأذربيجانيين إلى ما يقرب من 60٪. بعد ثورة فبراير، كانت المنطقة تحت سلطة اللجنة الخاصة للقوقاز التابعة للحكومة الروسية المؤقتة، وبعد ذلك تحت سلطة الجمهورية الترانسقوقازية الديمقراطية الاتحادية التي لم تدم طويلاً. عندما تم حل الجمهورية الترانسقوقازية الديمقراطية الاتحادية في مايو 1918، كانت نخجوان وناغورنو كاراباخ وزانجيزور (اليوم مقاطعة سيونيك الأرمنية) وقزاخ محل نزاع حاد بين الدول حديثة التكوين والقصيرة العمر (جمهورية أرمينيا الديمقراطية (DRA) وجمهورية أذربيجان الديمقراطية (ADR)). في يونيو 1918، تعرضت المنطقة للغزو العثماني. شرعت حكومة الاتحاد والترقي في ذبح 10000 أرمني وتدمير 45 من قراهم. بموجب شروط هدنة مودروس، وافق العثمانيون على سحب قواتهم من منطقة القوقاز لإفساح المجال أمام الوجود العسكري البريطاني المقبل.
تحت الاحتلال البريطاني، قدم السير أوليفر واردروب، رئيس المفوضين البريطانيين في جنوب القوقاز، اقتراحًا حدوديًا لحل النزاع. وفقًا لوردروب، يجب ألا تتجاوز المطالبات الأرمنية ضد أذربيجان الحدود الإدارية لمحافظة إيريفان السابقة (التي كانت تشمل نخجوان في ظل الحكم الإمبراطوري الروسي السابق)، بينما كانت أذربيجان مقصورة على محافظتي باكو وإليزابيثبول. تم رفض هذا الاقتراح من قبل كل من الأرمن (الذين لم يرغبوا في التنازل عن مطالباتهم لقزاخ وزانجيزور وكاراباخ) والأذريين (الذين وجدوا أنه من غير المقبول التخلي عن مطالباتهم لنخجوان). مع استمرار الخلافات بين البلدين، سرعان ما أصبح واضحًا أن السلام الهش تحت الاحتلال البريطاني لن يدوم.
في ديسمبر 1918، وبدعم من حزب موساڤات الأذربيجاني، أعلن جافارجولو خان ناختشيفانسكي جمهورية أراس في منطقة نخجوان من محافظة يريفان السابقة المخصصة لأرمينيا من قبل واردروب. لم تعترف الحكومة الأرمنية بالدولة الجديدة وأرسلت قواتها إلى المنطقة للسيطرة عليها. سرعان ما اندلع الصراع في حرب أراس العنيفة.
 
بحلول منتصف يونيو 1919، نجحت أرمينيا في بسط سيطرتها على نخجوان وكامل أراضي الجمهورية المعلنة من جانب واحد. أدى سقوط جمهورية أراس إلى غزو الجيش الأذربيجاني النظامي وبحلول نهاية شهر يوليو أجبرت القوات الأرمينية على الإنسحاب من مدينة نخجوان لصالح الأذربيجانيين. مرة أخرى، اندلع المزيد من أعمال العنف مما أدى إلى مقتل حوالي عشرة آلاف أرمني وتدمير 45 قرية أرمنية. في هذه الأثناء، وشعورًا بأن الوضع ميؤوس منه وغير قادر على الحفاظ على أي سيطرة على المنطقة، قرر البريطانيون الانسحاب من المنطقة في منتصف عام 1919. ومع ذلك، استمر القتال بين الأرمن والأذريين وبعد سلسلة من المناوشات التي وقعت في جميع أنحاء منطقة نخجوان، تم إبرام اتفاق لوقف إطلاق النار. ومع ذلك، استمر وقف إطلاق النار لفترة وجيزة، وبحلول أوائل مارس 1920، اندلع المزيد من القتال بشكل أساسي في كاراباخ بين أرمن كاراباخ والجيش النظامي الأذربيجاني. أثار هذا صراعات في مناطق أخرى مختلطة السكان، بما في ذلك ناختشفان.

### الدخول إلى الاتحاد السوفيتي
في يوليو 1920، غزا الجيش الأحمر السوفيتي الحادي عشر المنطقة، وفي 28 يوليو أعلن جمهورية نخجوان الاشتراكية السوفيتية ذاتية الحكم مع «علاقات وثيقة» مع جمهورية أذربيجان الاشتراكية السوفيتية . في نوفمبر، وعد البلاشفة، من أجل جذب الدعم الشعبي، بأنهم سيخصصون نخجوان لأرمينيا، إلى جانب كاراباخ وزانجيزور. تحقق ذلك عندما أصدر ناريمان ناريمانوف، زعيم أذربيجان البلشفية، إعلانًا للاحتفال بـ «انتصار القوة السوفيتية في أرمينيا»، وأعلن فيه أنه يجب منحها للشعب الأرمني كدليل على دعم الشعب الأذربيجاني لقتال أرمينيا ضد حكومة جمهورية أرمينيا الديمقراطية السابقة.
على الرغم من ترحيب فلاديمير لينين بهذه العمل مالتي«تدل على الأخوة السوفيتية العظيمة» حيث «لا معنى للحدود بين أسرة الشعوب السوفيتية»  لإلايأنه لم وافق على الاقتراح وبدلاً من ذلك دعا سكان ناخجوانإلى التشاور معهم في استفتاء. وفقًا للأرقام الرسمية لهذا الاستفتاء  الذي تم إجراؤه في بداية عام 1921  أراد 90٪ من سكان ناخجوانالاندماج في جمهورية أذربيجان الاشتراكية السوفيتة «بحقوق جمهورية تتمتع بالحكم الذاتي». تم ترسيخ قرار جعل نخجوان جزءًا من أذربيجان الحديثة في 16 مارس 1921 في معاهدة موسكو بين روسيا البلشفية وتركيا. كما دعت الاتفاقية بين روسيا السوفيتية وتركيا إلى إلحاق شرور دارالاجيز أويزد السابقة (التي كانت تتمتع بأغلبية أذرية قوية) بنخجوان، مما يسمح لتركيا بمشاركة الحدود مع جمهورية أذربيجان الاشتراكية السوفيتية. تم التأكيد على هذه الصفقة في 23 أكتوبر، في معاهدة قارص.

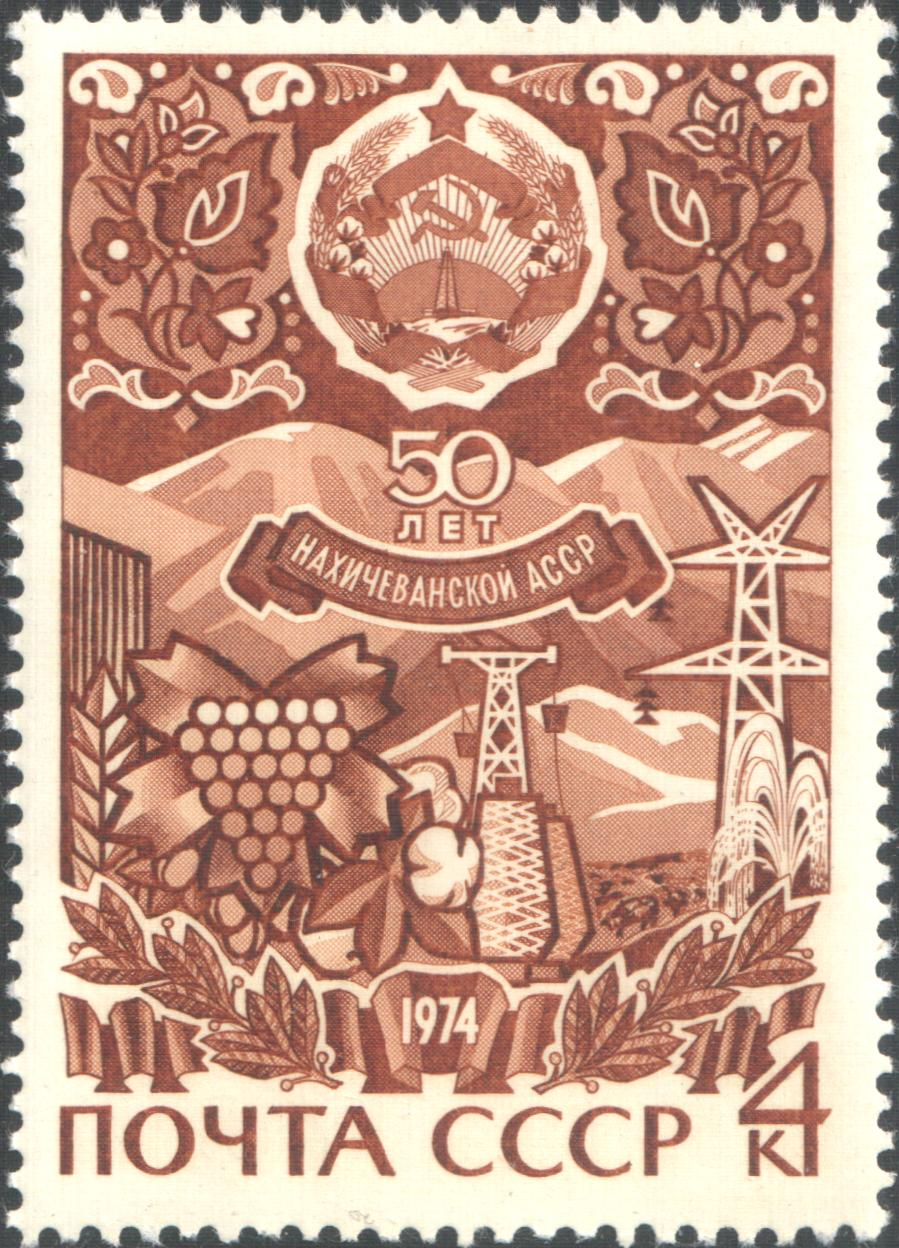
طابع بريدي سوفيتي يظهر فيه نخجوان، 1974

لذلك، في 16 مارس 1921، تم إنشاء جمهورية نخجوان الإشتراكية السوفيتية ذاتية الحكم. في 9 فبراير 1924، وضع الاتحاد السوفيتي رسميًا جمهورية نخجوان الإشتراكية السوفيتية ذاتية الحكم تحت سلطة جمهورية أذربيجان الاشتراكية السوفيتية. تم تبني دستورها في 18 أبريل 1926.

### نخجوان في الاتحاد السوفيتي
كجزء من الاتحاد السوفيتي، خفت التوترات حول التكوين العرقي لنخجوان أو أي مطالبات إقليمية تتعلق بها. بدلاً من ذلك، أصبحت نقطة مهمة للإنتاج الصناعي مع التركيز بشكل خاص على تعدين المعادن مثل الملح. تحت الحكم السوفيتي، كانت ذات يوم مفترق طرق رئيسي على خط سكة حديد موسكو - طهران بالإضافة إلى سكة حديد باكو - يريفان. كما كانت بمثابة منطقة إستراتيجية مهمة خلال الحرب الباردة، حيث تقاسمت الحدود مع كل من تركيا (دولة عضو في الناتو) وإيران (حليف وثيق للغرب حتى الثورة الإيرانية عام 1979).

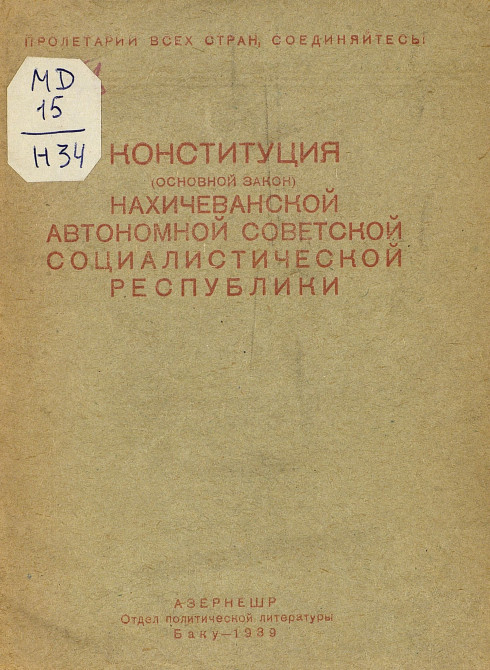
غلاف دستور جمهورية نخجوان الإشتراكية السوفيتية ذاتية الحكم لعام 1938 باللغة الروسية.

تحسنت المرافق خلال الحقبة السوفيتية؛ بدأ التعليم والصحة العامة على وجه الخصوص في رؤية بعض التغييرات الرئيسية. في عام 1913، لم يكن لدى نخجوان سوى مستشفيين يحتويان على 20 سريرًا. ابتليت المنطقة بأمراض منتشرة بما في ذلك التراخوما والتيفوس . وانتشر الملاريا، الذي جاء في الغالب من نهر أراس المجاور، وتسبب في أضرار جسيمة للمنطقة. أصيب ما بين 70٪ و 85٪ من سكان نخجوان بالملاريا، وفي منطقة نوراشين (شارور حاليًا) أصيب بالمرض ما يقرب من 100٪. تحسن هذا الوضع بشكل كبير في ظل الحكم السوفيتي. تم تقليل الملاريا بشكل حاد وتم القضاء تمامًا على التراخوما والتيفوس والحمى العاكسة.
خلال الحقبة السوفيتية، شهد نخجوان تحولًا ديموغرافيًا كبيرًا. انخفض عدد سكانها الأرمن تدريجياً حيث هاجر الكثيرون إلى جمهورية أرمينيا الاشتراكية السوفيتية. في عام 1926، كان 15٪ من سكان المنطقة من الأرمن، ولكن بحلول عام 1979، تقلص هذا العدد إلى 1.4٪. في غضون ذلك، ازداد عدد السكان الأذربيجانيين بشكل كبير مع ارتفاع معدل المواليد والهجرة من أرمينيا (من 85٪ في عام 1926 إلى 96٪ بحلول عام 1979).
لاحظ الأرمن في ناغورنو كاراباخ اتجاهات ديموغرافية متشابهة وإن كانت أبطأ وأصبحوا يخشون «نزع الأرمن» عن المنطقة في نهاية المطاف. عندما اشتعلت التوترات بين الأرمن والأذريين في أواخر الثمانينيات من القرن الماضي بسبب نزاع ناغورنو كاراباخ، تمكنت الجبهة الشعبية الأذربيجانية من الضغط على جمهورية أذربيجان الاشتراكية السوفيتية لتنفيذ حصار ضد أرمينيا. أدى هذا إلى شل اقتصاد أرمينيا بشكل فعال، حيث كان 85٪ من البضائع الأرمنية تمر عبر حركة السكك الحديدية والتي فرضت عليها أذربيجان حصاراً. رداً على ذلك، أغلقت أرمينيا خط السكة الحديد المؤدي إلى نخجوان، مما أدى إلى خنق الرابط الوحيد ببقية الاتحاد السوفيتي.

الخريطة الإدارية للقوقاز في اتحاد الجمهوريات الاشتراكية السوفيتية، 1957-1991

## ذكرى
في عام 2008، قام البنك الوطني الأذربيجاني بسك زوج من العملات التذكارية الذهبية والفضية للاحتفال بالذكرى الخامسة والثمانين لتأسيس جمهورية نخجوان الاشتراكية السوفيتية ذاتية الحكم.

## روابط خارجية
- مقالة الموسوعة السوفيتية العظمى
- نخجوان (ناكسيفان)